# 삼성 피네스
삼성 피네스(Samsung Finesse, Samsung SCH-R810)은 삼성전자가 2009년에 출시한 휴대 전화이다.